# B-Real
Louis Freese (rođen 2. lipnja 1970.), bolje poznat kao B-Real je američki reper kubanskog i meksičkog podrijetla. Poznat je po svom hip hop sastavu Cypress Hill.

## Diskografija

### Studijski albumi
- 2009.: Smoke N Mirrors

### Miksani albumi
- 2005.: The Gunslinger
- 2006.: The Gunslinger Part II: Fist Full of Dollars
- 2007.: The Gunslinger Part III: For a Few Dollars More
- 2010.: The Harvest Vol. 1: The Mixtape

## Suradnje
B-Real je kroz svoju karijeru surađivao s glazbenicima kao što su Beastie Boys, Snoop Dogg, Psycho Realm, Eminem, Ice Cube, DJ Quik, Pearl Jam, Chino XL, Dr. Dre, Apathy, Mike Shinoda, Malverde, Fear Factory, Nas, KRS One, Adil Omar, Xzibit, Young De, RBX, LL Cool J, Warren G, Busta Rhymes, Tony Touch, Kool G Rap, Big Pun,  OutKast, Prozak, Nina Sky, Fat Joe,  Method Man & Redman,  RZA, Kurupt, D12,  Proof,  Everlast, House of Pain, Ill Bill, La Coka Nostra, Deftones, MC Ren, King T, Sonic Youth, Funkdoobiest, Bitza i mnogim drugima.

### Gostujuće izvedbe
| Godina | Pjesma                                | Izvođač            | Album                                                                |
| ------ | ------------------------------------- | ------------------ | -------------------------------------------------------------------- |
| 1992.  | "Ain't Got No Class"                  | Da Lench Mob       | Guerillas in tha Mist                                                |
| 1992.  | "Put Your Head Out"                   | House of Pain      | House of Pain                                                        |
| 1996.  | "East Coast/West Coast Killas"        | Dr. Dre            | Dr. Dre Presents the Aftermath                                       |
| 1999.  | "Splitt (Comin' Out Swingin')"        | Reveille           | Laced                                                                |
| 1997.  | "Hit 'Em High (The Monstars' Anthem)" | VA                 | Space Jam                                                            |
| 2000.  | "Xplosion"                            | OutKast            | Stankonia                                                            |
| 2000.  | "Deadly Assassins"                    | Everlast           | Eat at Whitey's                                                      |
| 2000.  | "End of the World"                    | Cold               | 13 Ways to Bleed on Stage                                            |
| 2001.  | "Back The Fuck Up"                    | Fear Factory       | Digimortal                                                           |
| 2003.  | "911"                                 | Boo-Yaa T.R.I.B.E. | West Koastra Nostra                                                  |
| 2004.  | "American Psycho II"                  | D12                | D12 World                                                            |
| 2005.  | "High Rollers"                        | Proof              | Searching for Jerry Garcia                                           |
| 2005.  | "Roll Up"                             | Supernatural       | S.P.I.T.                                                             |
| 2006.  | "Vato"                                | Snoop Dogg         | Tha Blue Carpet Treatment                                            |
| 2006.  | "Back Again"                          | Dilated Peoples    | 20/20                                                                |
| 2008.  | "A to the K"                          | Akrobatik          | Absolute Value                                                       |
| 2008.  | "Pain Gang"                           | Ill Bill           | The Hour of Reprisal                                                 |
| 2009.  | "I’m An American"                     | La Coka Nostra     | A Brand You Can Trust                                                |
| 2009.  | "Fuck Tony Montana"                   | La Coka Nostra     | A Brand You Can Trust                                                |
| 2009.  | "How Hi Can U Get"                    | Tash               | Control Freek (1998) The Rugrats Movie, Voice of Newborn Baby Singer |

## Vanjske poveznice
- Službena stranica
- B-Real na MySpaceu
- Službena stranica Cypress Hilla